# هجوم ميناء الجزائر
هجوم ميناء الجزائر هو هجوم منظمة الجيش السري بتفجير سيارة مفخخة في ميناء الجزائر في 2 مايو 1962. كانت الحصيلة النهائية هي عشرات القتلى من العمال واصابة مئات الأخرين بجروح.

## الخلفية
تمخض عن وقف القتال بعد اتفاقية إيفيان ردود فعل إجرامية إرهابية قامت بها منظمة الجيش السري التي كانت تضم فرنسيين متشددين ومناهضين لفكرة استقلال الجزائر. حيث لم تكتف باستهداف عناصر الجيش الفرنسي بل قامت باغتيال عدد من المدنيين الجزائريين والفرنسيين في الجزائر العاصمة ووهران وعنابة بهدف إفشال مخطط الاستقلال.
وكان هذا التصعيد حسب الصحفي أوبترون «بعد التوقيع على وقف إطلاق النار، في 19 مارس 1962 بإطلاق عدة قذائف مدفعية على أحياء سكنية بالقصبة السفلى يوم 20 مارس 1962أودت بحياة 24 شخصا و59 جريحا وتفجير سيارة ملغمة قرب ميناء الجزائر أسفر عن مئات القتلى والجرحى  في صفوف العمال (الحمالون)».

## تسلسل
في 2 مايو 1962 على الساعة السادسة، انفجرت سيارة مفخخة أمام مركز توظيف عمال الميناء، ما أسفر عن سقوط عدد كبير من الضحايا، وكانت التقديرات مختلفة للغاية بحسب المصادر. في الأيام التي أعقبت الهجوم، حددت لوموند حصيلة مؤقتة بثمانية قتلى. ومع ذلك، ذكر الصحفي الفرنسي جان فرانسوا كان في مقال آخر في هذه اليومية نُشر بعد ذلك بعامين، بمناسبة هجوم آخر، « أكثر من 60 قتيلا». مصادر جزائرية تعود لسنة 2018 كتبت «110 قتلى»، وأخرى «63»، وتذكر أخرى«200 شهيد وأكثر من 250 جريح». مصدر جزائري من 2020 يشير إلى « 66 عاملا».